# NGC 2126
NGC 2126 ist ein offener Sternhaufen vom Typ II1p im Sternbild Fuhrmann etwa 5° nördlich vom Stern Menkalinan.
Er ist rund 4000 Lichtjahre vom Sonnensystem entfernt und hat einen Durchmesser von etwa 6 Lichtjahren.
Das Objekt wurde am 12. November 1787 vom deutsch-britischen Astronomen Wilhelm Herschel entdeckt.